# 10442 Biezenzo
10442 Biezenzo eller 4062 T-1 är en asteroid i huvudbältet som upptäcktes den 17 oktober 1971 av den nederländsk-amerikanske astronomen Tom Gehrels och det nederländska astronomparet Ingrid van Houten-Groeneveld och Cornelis Johannes van Houten vid Palomarobservatoriet. Den är uppkallad efter den nederländske fysikern Cornelis B. Biezenzo.
Asteroiden har en diameter på ungefär 16 kilometer.